# (35485) 1998 FZ14
1998 أف زد 14 (ويعرف أيضًا باسم (35485) 1998 أف زد 14 وفق تسمية الكوكب الصغير) (بالإنجليزية: 1998 FZ14)‏ هو كويكب ضمن حزام الكويكبات؛ وترتيبه 35485 من حيث الاكتشاف.
اكتُشف هذا الجُرم الفلكي بواسطة Frank B. Zoltowski ‏ في 24 مارس 1998.

## وصلات خارجية
- (35485) 1998 FZ14 في قاعدة بيانات مختبر الدفع النفاث لأجرام النظام الشمسي الصغيرة

- الاكتشاف · مخطط المدار ·  العناصر المدارية · المعلمات المادية

- (35485) 1998 FZ14 على موقع ويكي سكاي: DSS2, SDSS, GALEX, IRAS, Hydrogen α, X-Ray, Astrophoto, Sky Map, Articles and images